# Leuconotis bullata
Leuconotis bullata là một loài thực vật có hoa trong họ La bố ma. Loài này được Leeuwenb. mô tả khoa học đầu tiên năm 2002.